# 로런 슐러 도너
로런 슐러 도너(영어: Lauren Diane Shuler Donner, 1949년 6월 23일 ~ )는 미국의 영화 제작자이다. 남편은 유명 영화 감독인 리처드 도너이다. 로런 슐러 도너는 엑스맨 시리즈를 비롯한 영화 시리즈 제작으로 30억 달러 이상의 수익을 올렸다.

## 출연 작품
- 뉴 뮤턴트 (2020)
- 갬빗 (2019) - 미개봉
- 엑스맨: 다크 피닉스 (2019)
- 데드풀2: 순한 맛 (2018)
- 데드풀 2 (2018)
- 로건 (2017)
- 엑스맨: 아포칼립스 (2016)
- 데드풀 (2016)
- 엑스맨: 데이즈 오브 퓨처 패스트 (2014)
- 더 울버린 (2013)
- 엑스맨: 퍼스트 클래스 (2011)
- 틴에이지 뱀파이어 (2009)
- 강아지 호텔 (2009)
- 엑스맨 탄생: 울버린 (2009)
- 벌들의 비밀생활 (2008)
- 어너컴퍼니드 마이너 (2006)
- 쉬즈 더 맨 (2006)
- 엑스맨 - 최후의 전쟁 (2006)
- 콘스탄틴 (2005)
- 타임라인 (2003)
- 엑스맨 2 - 엑스투 (2003)
- 우리 방금 결혼했어요 (2003)
- 더 무비 로프트 (2001)
- 아웃콜드 (2001)
- 엑스맨 (2000)
- 애니 기븐 선데이 (1999)
- 불워스 (1998)
- 유브 갓 메일 (1998)
- 프리 윌리 3 (1997)
- 어쌔신 (1995)
- 프리 윌리 2 (1995)
- 여자 둘 남자 셋 (1994)
- 매버릭 (1994)
- 프리 윌리 (1993)
- 데이브 (1993)
- 하늘에서 온 엽서 (1992)
- 3인의 탈주자 (1989)
- 핑크빛 연인 (1986)
- 세인트 엘모의 열정 (1985)
- 레이디호크 (1985)
- 금요일 밤의 열기 (1978)